# Єпархія Понту (цивільна)
Понтійська цивільна єпархія (лат. Dioecesis Pontica, грец. Διοίκησις Πόντου/Ποντικῆς) - діоцез пізньої Римської імперії, що включала провінції Північної та Північно-Східної Малої Азії аж до кордону з імперією Сасанідів у Вірменії. Єпархія була заснована після реформ Діоклетіана, а її вікарій з осідком в Амасії підпорядковувався преторіанській префектурі Сходу. Її військовими силами, які стояли перед загрозою Сасанідів, до середини V століття командував dux Ponti et Armeniae, а потім два окремих воєводи, поки Юстиніан I не встановив нового magister militum per Armeniam для вірменського кордону. Реформи Юстиніана також скасували єпархію в 535 році, а її вікарієм було призначено намісника Галатії I. Проте результати були незадовільними, і єпархія була відновлена в 548 році, продовжуючи функціонувати до тих пір, поки її не замінили темати Арменкон і Опсікіон в кінці VII ст. На північно-східному березі Чорного моря до VII століття до складу єпархії входили міста Нітіке, Пітіюс і Діоскурія. До складу єпархії входило 12 провінцій: Віфінія, Гонорія, Пафлагонія, Геленопонт, Понт Полемоніак, Галатія I і Галатія II (Салутаріс), Каппадокія I і Каппадокія II, Вірменія I, Вірменія II, Вірменія Велика і автономні вірменські князівства (Сатрпії) в межах Софени. У 536 р. були створені Вірменія III і Вірменія IV.